# Academia Pontificia Alfonsiana

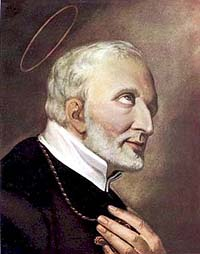
San Alfonso María de Ligorio

La Academia Pontificia Alfonsiana es un instituto superior de teología moral situada en Roma.

## Historia
Los padres redentoristas, después que San Alfonso fue proclamado doctor de la Iglesia (1871), tenía un gran deseo de fundar en Roma una escuela superior general que impartiese la enseñanza de la teología moral de San Alfonso a los padres que habían terminado los estudios. La enseñanza debía, por tanto, servir a los padres jóvenes, de modo que profundizaran en los estudios teológicos y filosóficos y, a su vez, fuesen habilitados en la enseñanza.
El primer instituto materializaba el deseo de los padres redentoristas porque ofrecía cursos de teología moral, dogmática, derecho canónico, filosofía y hebreo. Sin embargo la gran guerra obligó al cierre del edificio. Vanos fueron los esfuerzos de reapertura durante la Segunda Guerra Mundial.
El 9 de febrero de 1949 el instituto pasó, con el nombre de Academia Alfonsiana, bajo la jurisdicción del superior general de los padres redentoristas a formar parte de la congregación. El 25 de marzo de 1957 consigue de la Congregación de religiosos el reconocimiento de "Escuela pública de teología moral". Posteriormente, el 2 de agosto de 1960, la Academia es insertada en la Facultad de teología de la Pontificia Universidad Lateranense. La Congregación para los seminarios y estudios universitarios en la Academia confirió la dignidad de instituto superior de teología moral. Da tale data la Academia Alfonsiana pudo conferir licencias y doctorados reconocidos universalmente.
La Academia se encuentra cerca del Coliseo y de la basílica de Santa María la Mayor y es frecuentada da estudiantes provenientes de más de sesenta países diferentes. La prestigiosa preparación de los estudiantes, basada en la enseñanza científica alfonsiana, se fundamenta con rigor sobre las fuentes y en el magisterio de la Iglesia.